# پرستون کیپس
پرستون کیپس (به انگلیسی: Preston Capes) یک روستا و محله مدنی در بریتانیا است که در Daventry واقع شده‌است. پرستون کیپس ۲۱۶ نفر جمعیت دارد.